# AMD Am286
Die Am286-Prozessorfamilie war eine Kopie des Intel 80286. Grundlage war ein Fertigungsabkommen zwischen Intel und AMD – welches unter Druck von IBM zustande kam und auch noch mit anderen Halbleiterherstellern bestand – das es AMD erlaubte, Kopien der Intel-CPUs unter eigenem Namen zu fertigen und zu verkaufen. Eine interne IBM-Richtlinie sah vor, dass es mindestens zwei Lieferanten für Fertigungskomponenten geben muss. IBM wollte so sicherstellen, dass genug CPUs für seine PCs zur Verfügung standen.

## Am286

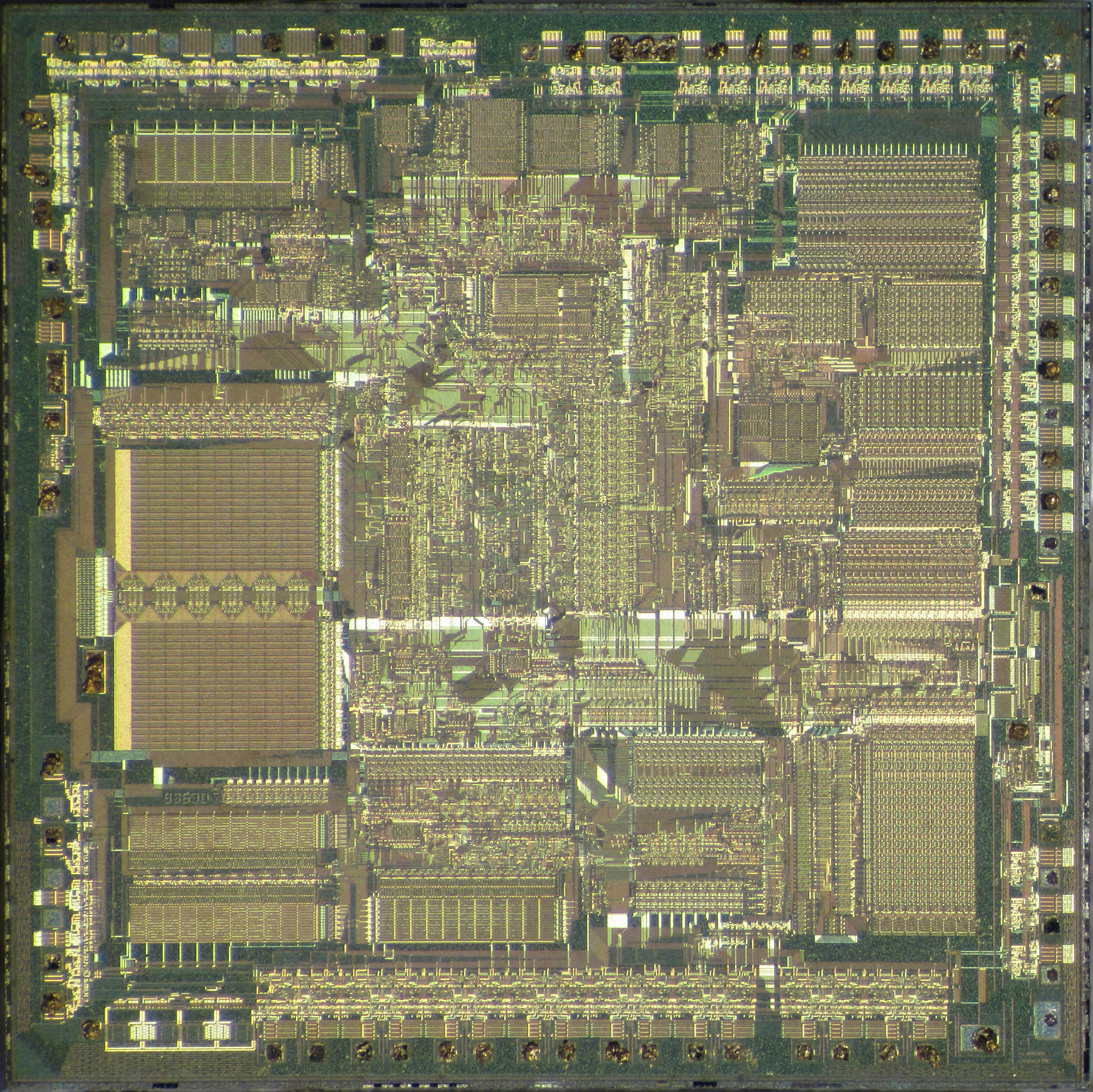
Die eines AMD Am286

- Gehäuse: CPGA-68, PLCC-68, CLCC-68
- Betriebsspannung (VCore): 5V
- Erscheinungsdatum: 1986
- Gehäuse: CLCC, PLCC
- Fertigungstechnik: ?
- Die-Größe: ?
- Taktraten:
  - 8 MHz
  - 10 MHz
  - 12 MHz
  - 16 MHz
  - 20 MHz

## Am286ZX/LX

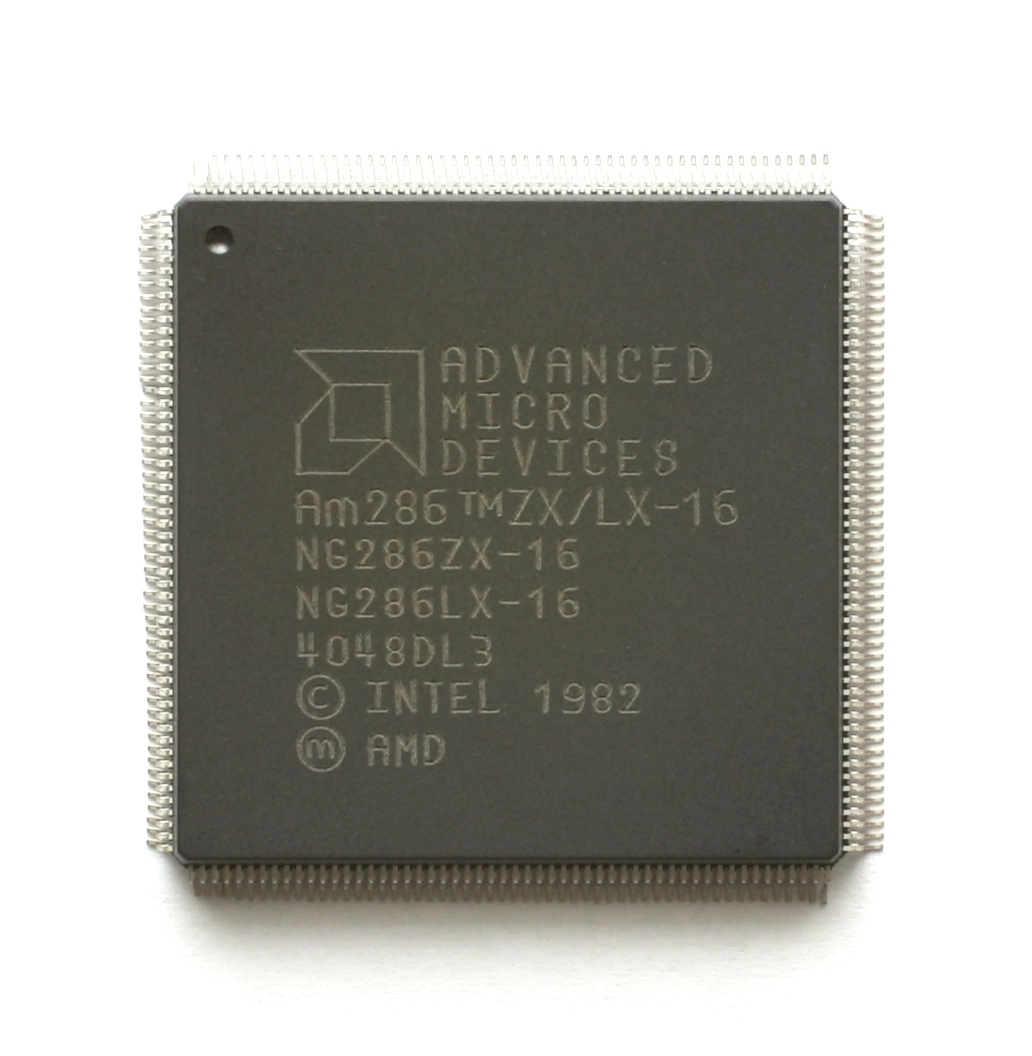
AMD Am286ZX/LX.

- Am286 mit allen Basiskomponenten eines Mainboards auf einem Chip (siehe System on a Chip).
- Gehäuse: TQFP-216
- Betriebsspannung (VCore): 5V
- Erscheinungsdatum: 1991?
- Fertigungstechnik: ?
- Die-Größe: ?
- Taktraten:
  - 12,5 MHz
  - 16 MHz

Für weitere technische Daten und Architektur, siehe Artikel Intel 80286